# Limfjordsløbet
Limfjordsløbet var et motionsløb, der afholdtes hvert år i Hammer Bakker med start ved Vodskovhallen i Vodskov. Løbet blev første gang afholdt i 1974 og kunne således fejre 35 års jubilæum i 2009. 3.000 – 4.000 løbere deltog hvert år i løbet. Løbet blev sidste gang afholdt i 2017[kilde mangler].

## Ruter
Der var tre forskellige ruter, henholdsvis 5 km, 9 km (tidligere 10 km) og 14 km. Alle ruter starter ved Vodskovhallen en søndag i maj fra kl. 11 og frem. 
Først starter 14 km ruten, der løber forbi først Vodskov Kirke, gennem bakkerne forbi Hammer Kirke, gennem Grindsted og videre tilbage gennem bakkerne til Vodskovhallen. 9 km ruten starter efterfølgende og løber forbi Vodskov Kirke, ind gennem bakkerne til midt i Hammer Bakker og tilbage igen til Vodskovhallen. 5 km ruten starter sidst og løber forbi Vodskov Kirke, et stykke ind gennem bakkerne på en lille rundstrækning og tilbage igen til Vodskovhallen.

## Eksterne kilder
Limfjordsløbets officielle hjemmeside Arkiveret 23. august 2011 hos  Wayback Machine